# 원곡중학교
원곡중학교(元谷中學校)는 대한민국 경기도 안산시 단원구 원곡동에 있는 공립 중학교이다.

## 학교 연혁
- 1982년 1월 26일 : 원곡중학교 6학급 설립인가
- 1982년 3월 1일 : 초대 이훈재 교장 취임
- 1982년 3월 5일 : 제1회 입학 (371명)
- 1985년 2월 15일 : 제1회 졸업 (420명)
- 2019년 3월 1일 : 제14대 장성일 교장 취임
- 2024년 1월 2일 : 제40회 졸업(310명) (졸업연인원 20,439명)

## 참고 자료
- 원곡중학교 - 한국교육학술정보원 학교알리미